# Хорна Ждања
Хорна Ждања (слч. Horná Ždaňa) насељено је мјесто са административним статусом сеоске општине (слч. obec) у округу Жјар на Хрону, у Банскобистричком крају, Словачка Република.

## Становништво
| Година:    | 1994. | 2004.   | 2014.   | 2024.   |
| ---------- | ----- | ------- | ------- | ------- |
| Број људи: | 510   | 542     | 553     | 528     |
| Разлика:   |       | +6,27 % | +2,02 % | -4,52 % |

| Година:    | 2023. | 2024.   |
| ---------- | ----- | ------- |
| Број људи: | 535   | 528     |
| Разлика:   |       | -1,30 % |

Према подацима о броју становника из 2011. године насеље је имало 554 становника.